# Anthurium maculosum
Anthurium maculosum är en kallaväxtart som beskrevs av Luis Aloysius, Luigi Sodiro. Anthurium maculosum ingår i släktet Anthurium och familjen kallaväxter. Inga underarter finns listade.